# Tego Calderón
Tegui Calderón Rosario  (Santurce, 1 de febrero de 1972), más conocido como Tego Calderón, es un cantante, compositor y actor puertorriqueño. Es ampliamente considerado como uno de los artistas más influyentes y significativos en la historia del género musical reggaetón.
Ha recibido premios por su trabajo, incluido un Premio Source a cargo del magazín The Source como artista internacional del año y dos Premio Grammy Latino en el 2015 en la categoría de mejor álbum de música urbana por su álbum El que sabe, sabe y en el 2023 en la categoría de mejor interpretación reggaetón por su sencillo «La receta», como también ha recibido nominaciones otras varias ceremonias, entre ellos Billboard Music Awards, Premios Lo Nuestro y Premios La Gente. también ha sido reconocido por Billboard como uno de los 50 raperos latinos más grandes.
Calderón ha sido reconocido por Rolling Stone como una «leyenda» de la música, además de ser colocado en el puesto número diez en la lista de los «50 grandes en la historia del rap en español», por dicha revista. También ha sido reconocido por Billboard como uno de los «50 raperos latinos más grandes en la historia en América Latina».

## Primeros años
Tego Calderón nació en el barrio Santurce de San Juan, Puerto Rico. Se mudó a una edad temprana de su natal Puerto Rico a Miami, Estados Unidos, donde asistió a Beach Senior High. Aquí entró en contacto con varias culturas diferentes, con el tiempo se hizo baterista en una banda de rock. La banda hacía versiones de canciones producidas por artistas como Ozzy Osbourne y Led Zeppelin. Se ha observado que sus dos padres eran fanes de Ismael Rivera, y que su padre también estaba interesado en el jazz. Fue influenciado por ambos géneros y los incorporó a su música. Con el tiempo desarrolló un estilo musical que combina elementos de la salsa, dancehall y hip hop, centrándose en los aspectos de la vida urbana en sus letras. Durante la década de los 90 empezó a buscar oportunidades en la música, participando así en presentaciones de televisiones y competencias televisivas llamadas Viernes de rap (Tus viernes favoritos) donde diferentes talentos que comenzaban solían participar para mostrar sus habilidades para el rap. En una entrevista con Chente Ydrach, Tego reveló que estuvo en prisión durante su estancia en Miami en los años 80 y una segunda vez en Puerto Rico en 1994. No dio detalles, pero destacó que por la sentencia de 1994, estuvo dos años tras las rejas.

## Carrera musical

### 1996-2001: inicios en la música
Debutó en 1996 con la canción «Me toca a mí» para la producción The Cruce Underground Vol. 2: The Revenge bajo el alias Tego-Tec, que solo usó en esta ocasión; esta era también la primera vez que grababa en una producción de reguetón, pero durante 1997, el artista se mantuvo ausente o inactivo con su carrera musical por razones personales, incluyendo sus problemas con la ley. Posteriormente, el alias Tego-Tec, lo cambió por su nombre nativo, con su nombre Tegui reemplazado por el nombre Tego de su alias anterior, y utilizó ese nombre en la producción Crazy Boricuas 2 de 1998 con la canción «Hiphoppa». Posteriormente Tego decidió quedarse mejor con su nombre nativo para sus futuras producciones. Ese mismo año conoce a su compañero Eddie Dee, quien impresionado por su manera de rapear, decide apoyar su carrera musical. En 1999, el cantante Eddie Dee lo invita a una colaboración ("No necesito presentación"), que salió en la producción In The House Magazine #11: WKTN 109.7 FM. Este mismo año, hace un cameo en el vídeo musical del tema "Todo listo para la misión" del rapero Eddie Dee. Al siguiente año, participa en la producción El terrorista de la lírica de Eddie Dee con el tema "En peligro de extinción" que tendría vídeo y a la vez este fue el primer vídeo musical de Tego, también ese año participa en Boricua N.Y., con el tema "Elegante de boutique". En el 2001 participó en los sencillos "Hola que tal" que salió en La Misión 2, mismo disco donde participaron otros artistas como Wisin & Yandel, Héctor & Tito, Baby Rasta & Gringo, entre otros. Ese mismo año, participa en la producción Boricua N.Y. 2 con el tema "En trato de preferencia" donde fueron partícipes artistas como Daddy Yankee, Nicky Jam, Ivy Queen, entre otros.

### 2002-2004:El abayarde yéxito internacional
En 2002, Tego logró consolidar su carrera con su participación en la producción Planet Reggae con el tema "Cosa buena"; también participó en producciones importantes como lo fueron Los Matadores del Género de Blin Blin Music, No Fear 4 de DJ Dicky, Kilates 1: Rompiendo el silencio, La Misión 3: A otro nivel, The Majestic, Fatal Fantassy 3, etc.
Con el tiempo firmó con el sello White Lion y en ese mismo año, publicó su primer álbum de estudio titulado El abayarde, en una época donde el reguetón solo era reconocido en el Caribe. El álbum vendió 50.000 copias en su lanzamiento, estableciendo un récord de ventas. Tres meses después de publicar el álbum, Calderón organizó su primer concierto, que tuvo lugar en el Coliseo Roberto Clemente en San Juan, Puerto Rico y se agotó el aforo del lugar. Al día siguiente se convirtió en el primer artista de reguetón en realizar una actuación en la reunión anual puertorriqueña "Día Nacional de la Salsa". Durante este periodo, el exponente junto a Julio Voltio empezó a tener problemas con la compañía Pina Records y sus exponentes Lito & Polaco, los cuales tuvieron una fuerte guerra lírica durante más de 2 años.
En agosto de 2003, Calderón actuó en el Madison Square Garden en Nueva York. Su segunda aparición en el lugar fue en octubre de 2004, cuando encabezó un evento titulado "Megatones de 2004". Las entradas para el concierto se agotaron, con 20.000 asistentes de un público mixto de latinos y aficionados americanos. Ese mismo participó en producciones como Más Flow de Luny Tunes y Noriega, Desafío, Kilates 2: Segundo impacto, El desorden de DJ Goldy, DJ Eric 7: Away!, Babilonia: El imperio comienza, Quien contra mi, Sopranos, etc.
Calderón viaja posteriormente a Miami, donde incorporó elementos del sabor del dancehall a su estilo musical. En 2004, el sello Sony BMG publica un álbum, una recopilación titulada El Enemy de los Guasíbiri. La producción del álbum incluye una mezcla de varios géneros latinos. Calderón afirmó que prefería la influencia de estos otros géneros debido a su creencia de que la salsa "se había convertido en demasiado corporativa". Años después de su lanzamiento, Calderón declaró que nunca había aprobado la liberación del álbum, que según él era más bien una colección de viejas canciones y que debería quedar fuera de su discográfica como un álbum sin autorización, mientras la recepción crítica fue mixta, con una del Miami New Times aludiendo a la inconsistencia del material presente en contraste a su álbum debut.Durante esta temporada Tego Calderon forma su casa disquera Jiggiri Records donde firma los talentos Voltio, John Eric, Zion y Lennox. 
A pesar de reacciones mixtas, fue a través de este álbum, como Tego atrajo la atención de varios productores de hip hop en Nueva York. Calderón continuó trabajando en varios mixtapes, siendo ofrecido en remezclas de Usher, "Yeah", Fat Joe, "Lean Back", N.O.R.E., "Oye mi canto", Cypress Hill "Latin Thugs" y Akon "I Wanna Love You". Calderón participó en la edición 2004 del Desfile de Nueva York, "Rican Day", también se convirtió en el primer artista latinoamericano en ser incluido en el Power-105 de Nueva York. Tuvo otras participaciones vocales en producciones como The Majestic 2: Segundo imperio, Motivando a la Yal y también en «Los 12 Discípulos».

### 2005-2011:The Underdog/El subestimadoyEl Abayarde contraataca

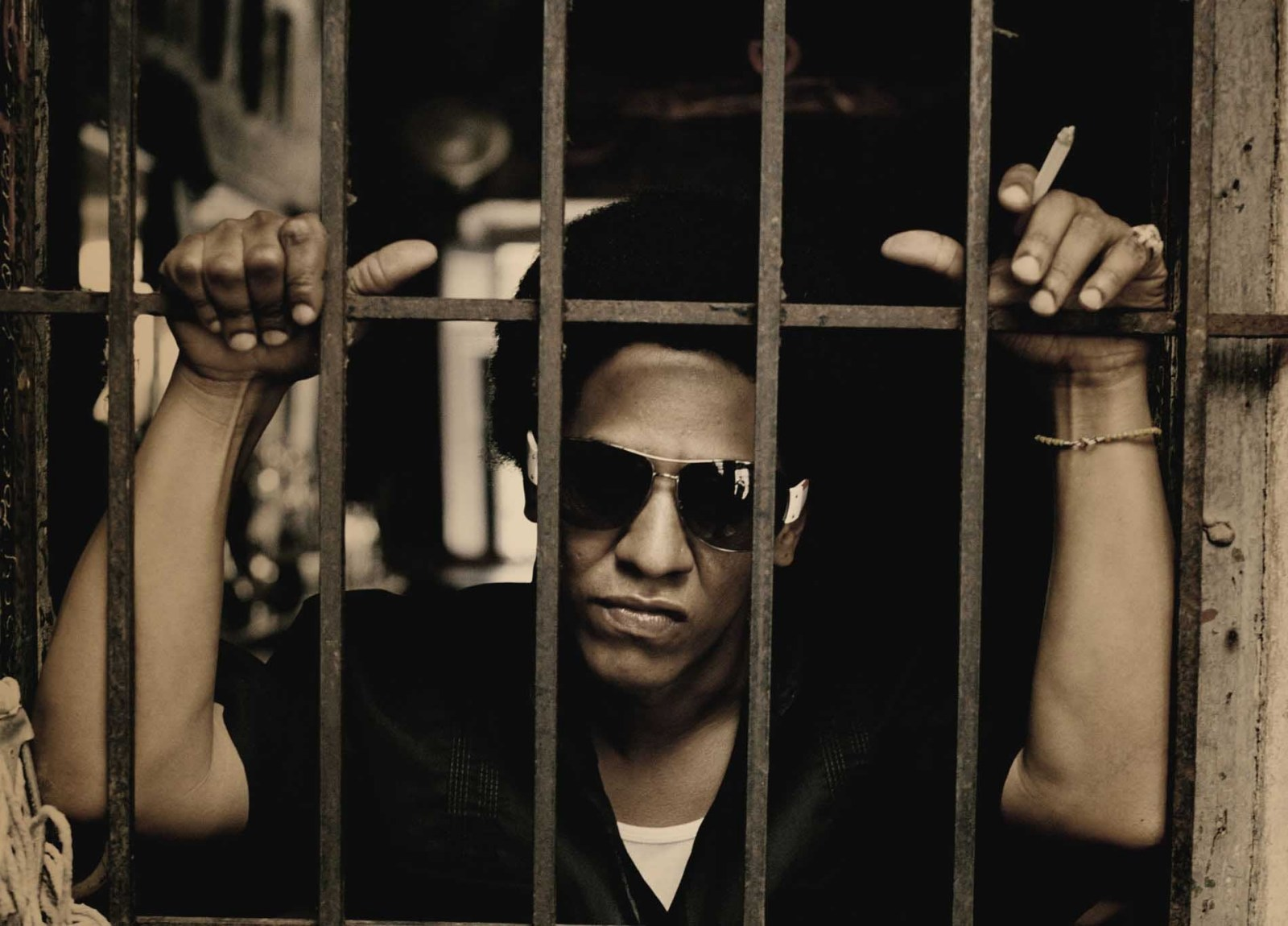
Tego Calderón en 2008

En el verano de 2005, Calderón firmó un contrato entre Atlantic Records y su propio sello independiente, Jiggiri Records, convirtiéndose en el primer artista de reguetón en tener un contrato con una discográfica importante no-latina. Ese mismo verano lanza el exitoso sencillo "Bandolero" junto a Don Omar de la producción Los Bandoleros, Sangre nueva, Los Cazadores: Primera búsqueda, El Jangueo de One Team Music, Mas Flow 2 de Luny Tunes y Baby Ranks donde participa en el remix de "Mírame" de Daddy Yankee y Deevani.
En 2005, Tego rechazó una oferta directa de Diddy para ser la imagen de su marca de ropa Sean John. Los rumores decían que la aceptó por el poco dinero que le ofreció y porque se reveló que Diddy creaba la ropa en talleres de explotación laboral. Tego expresó que “eso [de las sweatshops] no es tan conocido; a Diddy se lo descubrieron, pero yo creo que la mayoría de las marcas que llevamos abusan de los empleados, de los niños y de las mujeres, y yo me cuido mucho de lo que hago, porque tengo mis valores”. Se dice que el hecho de que Daddy Yankee aceptara la oferta de Diddy inició una “guerra fría” entre los dos pilares del género.
En 2006, lanzó The Underdog/El subestimado. Hay que señalar que la producción incluye la influencia de varios ritmos afro-caribeños, incluyendo reggae, salsa y soca. Esta producción contó con las colaboraciones de artistas importantes como Yandel, Don Omar y Oscar D'León. Varios productores participaron en el álbum, incluyendo Luny Tunes, Nesty, Echo y el propio rapero, quien afirmó estar a cargo de toda la percusión. En una entrevista posterior, Calderón afirmó que este álbum es su favorito. Ese mismo año, su canción «Bandoleros» junto a Don Omar fue elegida para la banda sonora de la película The Fast and the Furious: Tokyo Drift. También su canción «Cerca de mi Neighborhood» fue utilizada en el juego "25 to Life" de la desarrolladora Avalanche Software. Ese mismo año lanza el remix de "No quiere novio" junto a Ñejo, que fue todo un éxito en las radios.
En 2007 se publicó su tercer álbum de estudio titulado El abayarde contra-ataca, que contenía colaboraciones de artistas como Residente Calle 13, Randy, entre otros. Con un sonido más atrevido en cuanto al hecho de mezclar géneros y una tendencia más moderna, en especial de sonidos africanos. Ese mismo año también participó en los temas "No es lo mismo" junto a Ñejo & Dálmata del álbum Broke & Famous, "Sin exegerar" junto a Calle 13 de la producción Residente o visitante, también en Flow la discoteka 2, etc.
Ese mismo año, el artista dejó bien en claro que su género favorito no era el reguetón como tal y que no es “capaz de escuchar un disco de reggaetón entero” pues no es su estilo de música preferido. También fue partícipe de la producción Los extraterrestres de Wisin & Yandel con el tema «Ánimo».
En 2009 participó en el tema «El feo» junto a Kany García para su producción Boleto de entrada y en el tema «Yo no soy ejemplo» de la producción Free Tempo. A mediados de ese mismo año se especuló que el sello discográfico, WY Records, propiedad del dúo Wisin & Yandel, tenía la intención de hacer firmar a Calderón, pero nunca se realizó una confirmación oficial, solo fue la realización de varias colaboraciones con el dúo entre 2010 y 2011, como la participación en el álbum Los vaqueros: El regreso, en el cual fue partícipe en la canción «Sigan bailando». En 2010, el artista también participó en el remix de «Es un secreto» de Plan B, logrando así una recepción comercial bastante grande. En 2011 fue partícipe del tema «Calentura» junto a ChocQuibTown para su álbum Eso es lo que hay.

### 2012-2016:The original gallo del paísyEl que sabe, sabe
Después de sus participaciones en las películas de Fast and Furious, Calderón publicó en junio del 2012 a través de servicios de descarga digital un mixtape enfocado en el hip hop y ritmos caribeños, titulado The original gallo del país - O.G. Mixtape, el cual contó con las colaboraciones de Arcángel y Kafu Banton. El mixtape fue nominado en la XIII edición de los Premios Grammy Latinos como mejor álbum urbano. Ese mismo año participó en el álbum Real G 4 Life, Part 2 de Ñengo Flow con el tema "Original G's".
Durante los años 2013 y 2014 colaboró como invitado en varios álbumes, como Vida de Draco, Fórmula, vol. 2 (en su edición deluxe) de Romeo Santos, Love & Sex de Plan B y La Esencia de Alexis & Fido. En 2014, también participó en el remix del "Odio" de los artistas Baby Rasta & Gringo, donde se rumoreaba que el exponente había lanzado indirectas al exponente Kendo Kaponi, posteriormente el artista desmintió este rumor mediante un twit. A pesar de eso, Kendo al año siguiente lanzó el tema "Morirán", el cual consistió en una tiraera hacia varios artistas del género, incluyendo a Calderón. Varias de estas colaboraciones sirvieron como una antesala a su postergado cuarto álbum de estudio, el cual fue titulado El que sabe, sabe. El cual cuenta con el exitoso sencillo, «Dando Break», y con las colaboraciones de artistas invitados como Don Omar y Kany García. 
Al hablar de la producción del álbum, habló de la disputa que tuvo con el sello Sony Music, los cuales, según sus palabras, les dijeron que "el disco era muy inteligente y el público era bruto"; también destacó lo complejo que le resultó dividir letras conscientes con sus experiencias recientes como padre, en especial su "responsabilidad" en el momento de expresar un mensaje colectivo. El álbum ganó un premio Grammy Latino en la categoría Urbana. También participó en los álbumes The Last Don 2 de su compañero Don Omar y Dangerous de Yandel con los temas «Callejero», «Sandunga» y «Yo soy del barrio». Este mismo año, al exponente se lo vío envuelto en una controversia luego de una intensa discusión sobre la reputación de los políticos de Puerto Rico y que este abandonase un programa en vivo, titulado Los seis de la tarde.
En medio de giras promocionando el álbum, liberó en marzo de 2016 un nuevo sencillo, titulado «No pasa de moda», el cual cuenta con un vídeo musical.

### 2017-presente: sencillos y colaboraciones
En los años 2017 y 2018 lanzó únicamente dos sencillos respectivamente, el primero titulado «Palitos» junto all Choco y Jungle, el segundo fue un freestyle titulado «Directamente del Sitio». También siguió haciendo presentaciones internacionales en países como Colombia, España, México, Estados Unidos y su tierra Puerto Rico, aunque continuó manteniéndose un poco lejos de la música.
En 2020, los productores DJ Urba & Rome aclararon que tenían un disco completo junto a Tego producido por ellos mismos, disco que nunca salió. Ese mismo año, Tego participó en los temas «Rifes Rusos» (el cual fue grabado y se pensaba en publicar en 2016) y «Jangueo» del álbum Emmanuel del artista Anuel AA, este último mencionado tuvo una gran recepción comercial por lo que se rumoró un remix junto a Daddy Yankee y Don Omar pero este nunca salió.
En 2022 apareció nuevamente en una colaboración con versos en el estribillo de «Chambean» del artista Cosculluela.
En mayo de 2023 lanzó el sencillo "La Receta" con el cual ganó un Latín Grammy por "Mejor interpretación de reggaeton".

## Estilo musical
Aunque Calderón es un artista de reguetón, afirma que le gusta "todo tipo de música". La evidencia de esto se ve tanto en su biografía (que comenzó su carrera como músico en una banda de rock y asistió a una escuela de música como baterista), como en su música, que incorpora varias tendencias musicales, incluyendo sonidos nativos de África y el Caribe, como también fusiones posteriores, como vallenato y bomba. Tego ha mencionado su admiración por diferentes artistas, desde Juan Luis Guerra a Eric B. & Rakim.
Calderón también ha sido elogiado por sus letras, que son mucho más sustantivas y edificantes que las letras misóginas y materialistas que han llegado a definir el reguetón, así como la mayoría de la música hip hop. Calderón se ha descrito como "el campeón del reguetón de una estética afro-caribeña de la clase trabajadora" y es conocido por sus canciones que abordan diversos temas desde el nivel de vida que se tiene en los barrios pobres de Puerto Rico, como casos de abusos y drogas, hasta críticas hacia la política y el gobierno donde demuestra su estilo de música rap. Un vínculo consistente entre todos sus álbumes son los temas sociales. 
Varios artistas han apoyado a Tego por impulsar letras conscientes sobre racismo, desigualdades y los guetos puertorriqueños; entre ellas se destacan Ivy Queen y La Sista.

## Cine y otros proyectos
Calderón hizo su debut como actor en la película Illegal Tender, producida por John Singleton. Calderón jugó el papel de "Choco", un gánster de Puerto Rico.
Calderón rechazó los papeles de las películas Feel The Noise y El cantante, y en su lugar eligió estar presente en Illegal Tender por respeto a su productor. Después de convencer a John Singleton de que quería estar presente en una comedia, Calderón está programado para aparecer en una próxima película de Singleton, que lo presenta como el entrenador de un equipo de béisbol.
Calderón viajó a Sierra Leona junto a los artistas Raekwon y Paul Wall para filmar un documental de VH1 acerca de la extracción de diamantes titulado Bling: A Planet Rock. El documental se centró en el papel del hip hop en el comercio de "diamantes de sangre"; una vez finalizada la filmación Calderón anunció públicamente que dejaría de usar joyas. Su experiencia en África también cambió su visión de la vida, que influyó en la grabación de la canción "Alegría".
Además ha actuado junto a Don Omar en tres películas de la franquicia Fast & Furious, junto a Vin Diesel y Paul Walker; además de su participación en un corto de la misma saga.
Tego también aparece como un personaje del videojuego Def Jam: Icon, la tercera edición de la serie.

### Filmografía
| Año  | Película                           | Papel    | Notas                                        |
| ---- | ---------------------------------- | -------- | -------------------------------------------- |
| 2007 | Illegal Tender                     | Choco    |                                              |
| 2007 | Bling: A Planet Rock               | Él mismo | Documental                                   |
| 2009 | Rápidos y furiosos                 | Leo      | Cameo                                        |
| 2009 | Fast & Furious 3.5: Los Bandoleros | Leo      | Papel principal, corto de Rápidos y furiosos |
| 2011 | Fast Five                          | Leo      |                                              |
| 2017 | The Fate of the Furious            | Leo      | Cameo                                        |

## Vida personal
El padre de Tego, Esteban Calderón Ilarraza, murió el 31 de marzo de 2004 derivado de una herromagia cerebral que lo dejó en coma por dos meses. La canción «A mi padre» del disco The Underdog/El Subestimado es una canción tributo para él. Su madre, Pilar Rosario Parrilla, es una maestra de escuela primaria; Tego también le ha dedicado una canción llamada «Por mi madre».
En el año 2017, su esposa con la cual estaba casada desde el 2006 salió en los medios exigiendo el divorcio con el artista, alegando “trato cruel” y “maltrato emocional”. Al año siguiente, ambos firmaron la separación por acuerdo mutuo sin mencionar las acusaciones de violencia y con custodia compartida de sus hijos.
A finales de 2003, estuvo envuelto en una controversia con el Consejo Nacional de Drogas de República Dominicana, acusándolo de incitar al consumo de marihuana en una de sus canciones, «Bonsai». En octubre de 2019, fue visto en un estado deplorable aludido a un posible consumo de drogas en un concierto realizado por el artista, él mismo se expresó de manera extraña, llegando incluso a insultar al público, lo cual provocó disgusto en la escena del género urbano; tiempo después, el artista se disculpó por ello y explicó que estaba pasando por malos momentos.

## Discografía

### Álbumes de estudio
- 2002: El Abayarde
- 2006: The Underdog/El subestimado
- 2007: El Abayarde contra-ataca
- 2015: El que sabe, sabe

### Álbumes recopilatorios
- 2004: El Enemy de los Guasíbiri

### Mixtapes
- 2012: The Original Gallo del país

## Premios y nominaciones
Asociación Estadounidense de Compositores, Autores y Editores (ASCAP)
| Año  | Nominado                         | Galardón                               | Resultado | Ref.   | Ref. |
| ---- | -------------------------------- | -------------------------------------- | --------- | ------ | ---- |
| 2004 | «Al Natural»                     | Hip hop/Rap/Reggaeton Song of the Year | Ganador   | [ 60 ] |      |
| 2009 | «Quitarte To'» (featuring Randy) | Canción Urbana del Año                 | Ganador   | [ 61 ] |      |

Premios Grammy
| Año  | Nominado                    | Galardón                                         | Resultado | Ref.   | Ref. |
| ---- | --------------------------- | ------------------------------------------------ | --------- | ------ | ---- |
| 2007 | The Underdog/El Subestimado | Mejor Álbum de Rock Latino, Alternativo o Urbano | Nominado  | [ 62 ] |      |
| 2008 | El Abayarde contra-ataca    | Mejor Álbum Urbano Latino                        | Nominado  | [ 63 ] |      |

Premios Grammy Latinos
| Año  | Nominado                                        | Galardón                      | Resultado | Ref.   | Ref. |
| ---- | ----------------------------------------------- | ----------------------------- | --------- | ------ | ---- |
| 2003 | El Abayarde                                     | Mejor Álbum Urbano            | Nominado  | [ 64 ] |      |
| 2008 | El Abayarde contra-ataca                        | Mejor Álbum Urbano            | Nominado  | [ 65 ] |      |
| 2008 | «Ni Fu Ni Fa»                                   | Mejor Canción Urbana          | Nominado  | [ 65 ] |      |
| 2012 | "Calentura" (with ChocQuibTown y Zully Murillo) | Grabación del Año             | Nominado  | [ 66 ] |      |
| 2012 | The Original Gallo del País                     | Mejor Álbum Urbano            | Nominado  | [ 66 ] |      |
| 2015 | El que sabe, sabe                               | Mejor Álbum Urbano            | Ganador   | [ 67 ] |      |
| 2015 | «Dando Break»                                   | Mejor Canción Urbana          | Nominado  | [ 67 ] |      |
| 2023 | «La Receta»                                     | Mejor Perfomance de Reggaeton | Ganador   |        |      |

## Giras
- Around The World (2005)[68]
- Tego Time (2006)[69]